# Rajasthan United FC
Der Rajasthan United Football Club ist ein indischer Fußballverein aus Jaipur im Bundesstaat Rajasthan. Aktuell spielt der Verein in der zweiten Liga, der I-League.

## Geschichte
Der Verein wurde 2018 als Jaipur Engineering College and Research Center CF gegründet. Die erste Saison spielte er 2019 in der Rajasthan State Men’s League. Diese konnte man gewinnen. 2020 wurde der Klub in Rajasthan United Football Club umbenannt. 2021 wurde man Meister der dritten Liga und stieg somit in die zweite Liga auf.

## Erfolge
- I-League 2nd Division: 2021  ▲
- Rajasthan State Men’s League: 2019
- Baji Rout Cup: 2022

## Stadion
Der Verein trägt seine Heimspiele im Dr. Ambedkar Stadium, auch bekannt als Ambedkar Stadium oder Delhi Gate Stadium, in Ferozabad (Neu-Delhi) aus. Das Stadion hat ein Fassungsvermögen von 15.000 Personen.

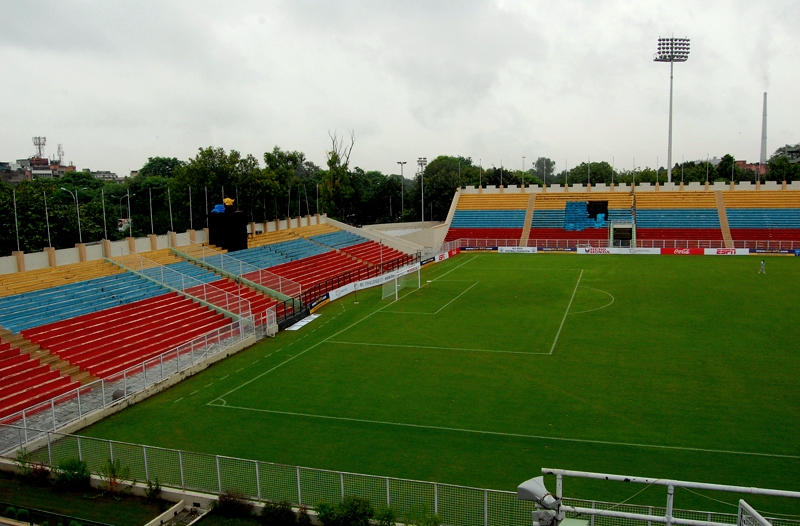
Dr. Ambedkar Stadium

## Saisonplatzierung
| Saison  | Liga                  | Platz |
| ------- | --------------------- | ----- |
| 2021    | I-League 2nd Division | 1. ▲  |
| 2021/22 | I-League              | 6.    |
| 2022/23 | I-League              | 9.    |
| 2023/24 | I-League              |       |

## Trainerchronik
| Trainer            | Nation  | von              | bis              |
| ------------------ | ------- | ---------------- | ---------------- |
| Kamal Singh Saroha | Indien  | 1. Juli 2019     | 30. Juni 2020    |
| Vikrant Sharma     | Indien  | 4. Februar 2021  | 2. Dezember 2021 |
| Fran Bonet         | Spanien | 2. Dezember 2021 | 31. Mai 2022     |
| Pushpender Kundu   | Indien  | 1. Juni 2022     | heute            |